# Herbert Lewandowski
Herbert Lewandowski (* 23. März 1896 in Cassel; † 4. März 1996 in Genf; Pseudonyme: C. M. H. Léwan-Dovski, Herbert C. M. Lewandowski, Lee Van Dovski, Lee van Dowski, Herman van Lee, Kaspar Hauser, Emmy Grant) war ein deutscher Schriftsteller und Pionier der Sexualwissenschaft.

## Leben und Werk
Lewandowski war der Sohn eines Textilfabrikanten. Mit dem Notabitur wurde er in den Ersten Weltkrieg eingezogen. Aus dem Krieg zurückgekehrt, studierte er in Berlin Germanistik, arbeitete aber gleichzeitig auch für frühe Filmzeitschriften als Kritiker und zeitweise als Chefredakteur sowie als Dramaturg für eine Filmgesellschaft. Er lernte bedeutende Regisseure der damaligen Zeit kennen und arbeitete zum Beispiel mit Fritz Lang zusammen. Anfang der 1920er Jahre veröffentlichte er erste literarische Werke (Novellen), außerdem Kritiken. 1923 wurde er in Bonn mit der Arbeit Die Erfassung von Formeigentümlichkeiten beim lyrischen Dichtwerk promoviert. Im selben Jahr zog er ins niederländische Utrecht, eröffnete dort zusammen mit einem niederländischen Partner eine Verlagsbuchhandlung und heiratete. 1926 sorgte seine Studie Das Sexualproblem in der modernen Literatur und Kunst für einiges Aufsehen und brachte ihn in Verbindung mit frühen Vertretern der Sexualwissenschaften, insbesondere mit Theodoor van de Velde, dem Autor von Het volkomen huwelijk (Die vollkommene Ehe), mit dem er Freundschaft schloss, und mit Magnus Hirschfeld. Im Jahr 1937 emigrierte der Jude Lewandowski mit Frau und Kindern zuerst nach Südfrankreich, wo er bei Kriegsbeginn von den Franzosen interniert wurde. Nach der deutschen Besetzung wurde er erneut interniert und entkam 1942, zunächst ohne Familie, in die Schweiz. Die Jahre 1942 bis 1945 verbrachte er in schweizerischen Internierungslagern, in Les Avants sur Montreux und Vicosoprano. Danach blieb er in der Schweiz, in Genf, als seiner Wahlheimat, die ihn 1966 als Bürger aufnahm.
Sein vielfältiges Werk umfasst journalistische, kulturgeschichtliche, literarische Arbeiten, Übersetzungen und Herausgebertätigkeit. Er ist auch Autor eines Science-Fiction-Romans Eine Reise ins Jahr 3000. Die Neue Zürcher Zeitung widmete ihm am 21. März 1996 einen Nachruf unter dem Titel Der Haltlose. Zum Tod des Schriftsteller Herbert Lewandowski.

## Werke
- Das Märchen vom Monde. C. Vietor, Kassel 1920
- Die unsittlichen Novellen des Georg Silmen. Franz Zimmermann, Chemnitz 1920
- Die Nächte von Monastir. Verlag Deutsche Volksbuchhandlung, Berlin 1921
- Herman van Lee (Ps.) mit Sjoerd Broersma: De wonderen der filmwereld (Wunder der Filmwelt), Verlag Dr. Lewandowski, Utrecht 1926.
- Das Tagebuch Kaspar Hausers. Eine Gabe für einsame Menschen. Pfeil-Verlag, Berlin-Leipzig-Utrecht 1927
- Das Sexualproblem in der modernen Literatur und Kunst. Versuch einer Analyse und Psychopathologie des künstlerischen Schaffens und der Kulturentwicklung seit 1800. Paul Aretz Verlag, Dresden 1927
- mit P. J. van Dranen: Beschavings – en Zedengeschiedenis van Nederland (Kultur- und Sittengeschichte von Holland). ENUM, Amsterdam 1933
- Lee van Dovski, Schweizer Tagebuch eines Internierten. Pfeil-Verlag, Utrecht 1946
- Genie und Eros. Erste Folge. Delphi-Verlag, Olten und Bern 1947
- Admiral Byrd und die Erforschung des Südpols 1928–1947. Delphi-Verlag, Olten und Bern 1947
- Paul Gauguin, der Meister von Tahiti. Amerbach-Verlag, Basel 1947
- Paul Gauguin oder Die Flucht vor der Zivilisation. Limes-Verlag, Wiesbaden 1948
- Genie und Eros. Neue Folge. Delphi-Verlag, Olten und Bern 1949
- Aus den Memoiren eines Hochstaplers. Der Bund, Bern 1950
- Eine Reise ins Jahr 3000. Bericht eines phantastischen Abenteuers. Delphi-Verlag, Zürich 1951
- Ein Leben für Afrika. Das abenteuerliche Schicksal von Werner Munzinger Pascha. Thomas-Verlag, Zürich 1954
- Ferne Länder – fremde Sitten. Eine Einführung in die vergleichende Sexualethnologie. Hans E. Günther Verlag, Stuttgart 1958
- Sittengeschichte der Pariserin. Hans E. Günther Verlag, Stuttgart 1962
- Römische Sittengeschichte. Hans E. Günther Verlag, Stuttgart 1964
- Lee van Dowski, Persönliche Erinnerungen an Thomas Mann und Hermann Hesse. Mit unveröffentlichten Briefen beider Dichter. J. G. Bläschke Verlag, Darmstadt 1970
- Eleonora Duse. Ein Balladen- und Bilderbuch. Mit Zeichnungen von Hans Eltzbacher, J. G. Bläschke Verlag, Darmstadt 1973
- Die Wahrheit über Gauguin. J. G. Bläschke Verlag, Darmstadt 1973
- Magere Ernte. Eigenverlag, Genf 1976 (Gedichte)
- Venezianische Gedichte: als Gruss für einige Freunde. Eigenverlag, Genf 1979
- Abschiedsgruss. Erzählungen. J. G. Bläschke, St. Michael 1983